# Leonor Andrade
Leonor Andrade, född 13 september 1994 i Palmela, är en portugisisk sångerska som representerade Portugal i Eurovision Song Contest 2015 med låten "Há um mar que nos separa". Hon har tidigare deltagit i The Voice (A Voz de Portugal) i Portugal.